# Serial ATA International Organization
Serial ATA International Organization (SATA-IO) är en oberoende, icke-vinstinriktad organisation som har utvecklats av flera ledande industriföretag. Officiellt bildades SATA-IO i juli 2004 genom att införliva det tidigare Serial ATA Working Group. Denna organisation ger industrin hjälp och stöd för genomförandet av SATA-specifikationen.

## Medlemmar
Det finns många medlemmar i denna organisation. Det styrs för närvarande av följande företag:
- Dell
- Hewlett-Packard
- Hitachi, Ltd.
- Intel
- Maxim
- Seagate Technology
- Western Digital